# 四街道郵便局
四街道郵便局（よつかいどうゆうびんきょく）は千葉県四街道市にある郵便局。民営化前の分類では集配普通郵便局であった。

## 概要
住所：〒284-8799 千葉県四街道市美しが丘1-18-2

## 沿革
- 1880年（明治13年）5月20日 - 畔田郵便局（五等）として開設[1]。
- 1881年（明治14年）7月25日 - 畔田ノ内四ツ街道郵便局に改称。
- 1885年（明治18年）6月30日 - 廃止。
- 1897年（明治30年）8月1日 - 四ツ街道郵便受取所として設置。
- 1901年（明治34年）2月1日 - 四街道郵便局となる。同日、貯金取扱を開始。
- 1950年（昭和25年）9月1日 - 国際電報の受付および配達事務を廃止[2]。
- 1965年（昭和40年）3月25日 - 電話交換業務を千葉電報電話局に移管[3]。
- 1971年（昭和46年）4月5日 - 特定郵便局から普通郵便局に局種別改定。
- 1973年（昭和48年）3月 - 局舎新築。（現・四街道市役所・第二庁舎）
- 1983年（昭和58年）10月1日 - 和文電報配達業務を千葉電報電話局に移管。
- 1994年（平成6年）6月20日 - 四街道市鹿渡から同市美しが丘一丁目に移転。
- 1999年（平成11年） - 外国通貨の両替および旅行小切手の売買に関する業務取扱を開始。
- 2007年（平成19年）10月1日 - 民営化に伴い、併設された郵便事業四街道支店に一部業務を移管。
- 2012年（平成24年）10月1日 - 日本郵便株式会社発足に伴い、郵便事業四街道支店を四街道郵便局に統合。

## 取扱内容
- 郵便、印紙、ゆうパック、内容証明
- 貯金、為替、振替、振込、国際送金、外貨両替・トラベラーズチェック、国債、投資信託
- 生命保険、バイク自賠責保険、自動車保険
- ゆうちょ銀行ATM
- 四街道市内の集配業務
- ゆうゆう窓口

## 周辺
- 四街道警察署
- 美しが丘近隣公園
- 陸上自衛隊下志津駐屯地

## アクセス
- JR総武本線 四街道駅から徒歩約10分
- 千葉内陸バス、平和交通バス 四街道郵便局停留所下車
- 東関東自動車道 四街道ICから南西へ約4km、京葉道路 穴川IC から北東へ約6km
- 駐車場あり：12台